# Північне золото

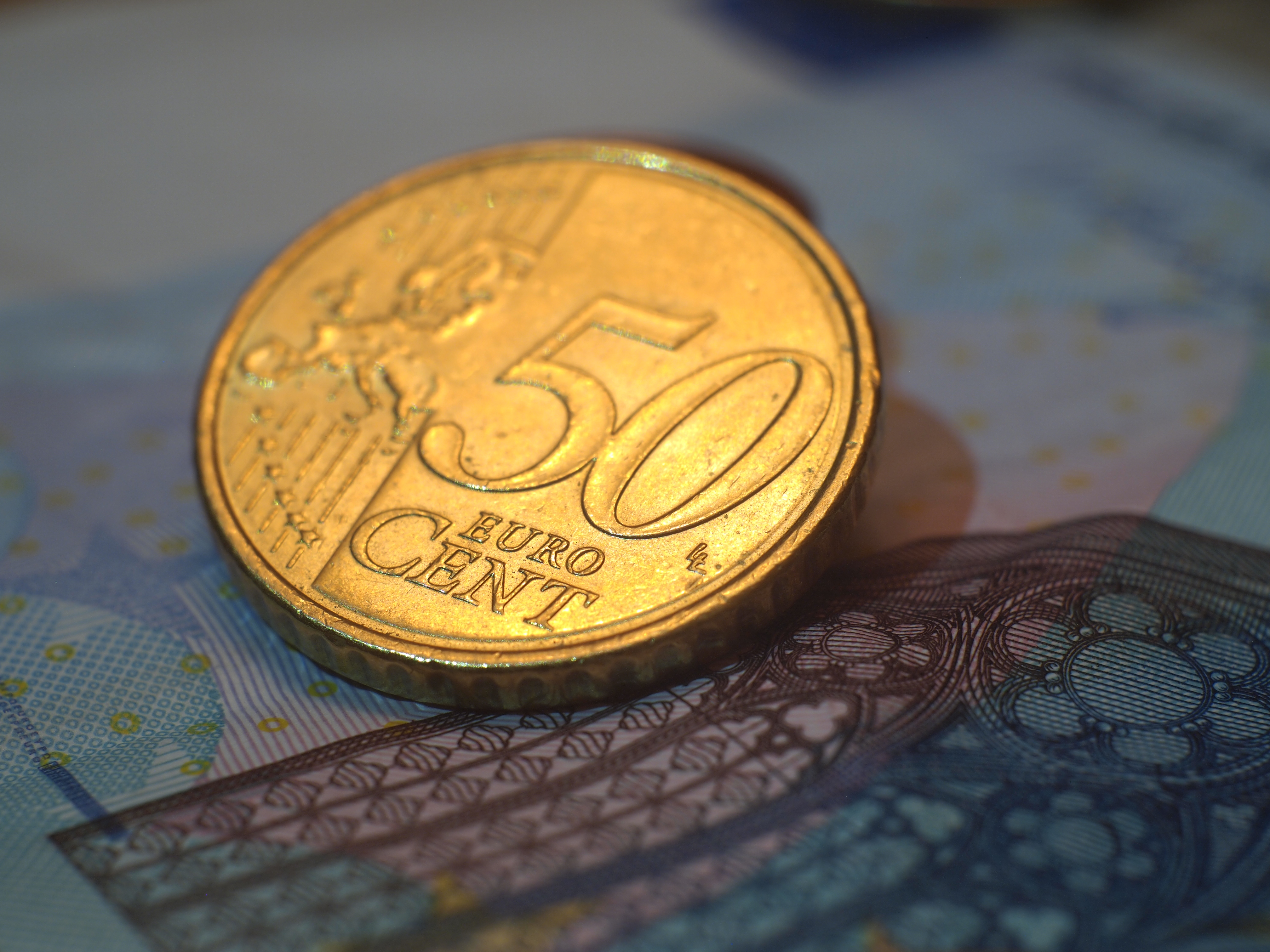
Монета в 50 євроцентів

«Північне золото» — мідно-алюмінієвий сплав золотистого кольору, з якого виготовлені монети євро вартістю 10, 20 і 50 євроцентів.
Склад: мідь — 89%, алюміній — 5%, цинк — 5%, олово — 1%. Сплав немагнітний.
Хоча сплав золотистого кольору у ньому немає золота, також його назвою важко ввести в оману, оскільки за кольором і вагою «північне золото» не зовсім схоже на справжнє. Сплав використовували і раніше для карбування монет. Вперше розроблений та використаний для карбування шведських монет вартістю 10 крон — звідси і походить назва (швед. nordiskt guld)